# ر.لانس هيل
ر.لانس هيل (بالإنجليزية: R. Lance Hill؛ مواليد 1943) هو كاتب سيناريو وروائي أمريكي. اشتهر بكتابة فيلم عام حانة على الطريق، بالإضافة إلى رواية وسيناريو الشر الذي يفعله الرجال. استخدم هيل كثيرًا الاسم المستعار ديفيد لي هنري أثناء وجوده في هوليوود.

## وصلات خارجية
- ر.لانس هيل على موقع IMDb (الإنجليزية)
- ر.لانس هيل على موقع قاعدة بيانات الفيلم (الإنجليزية)